# Laterit
Laterit je vrsta prsti in kamnine, bogata z železom in aluminijem, in se običajno šteje, da je nastal v vročih in mokrih tropskih območjih. Skoraj vsi lateriti so rjasto rdeče barve zaradi visoke vsebnosti železovega oksida. Nastanejo z intenzivnim in dolgotrajnim preperevanjem osnovne matične kamnine, običajno v pogojih visokih temperatur in močnih padavin z izmenjevalnimi mokrimi in sušnimi obdobji. Tropsko preperevanje (laterizacija) je dolgotrajen proces kemičnega preperevanja, ki povzroči veliko raznolikost v debelini, stopnji, kemiji in rudni mineralogiji nastale prsti. Večina kopnega, ki vsebuje laterite, je med Rakovim in Kozorogovim povratnikom.
Laterit se običajno imenuje vrsta prsti, pa tudi vrsta kamnine. Ta in nadaljnje razlike v načinih konceptualizacije laterita (npr. tudi kot popolnega profila preperevanja ali teorije o preperevanju) so privedle do pozivov, naj se izraz v celoti opusti. Vsaj nekaj raziskovalcev [ki?], specializiranih za razvoj regolita, je menilo, da se je okoli imena razvila brezupna zmeda. Material, ki je zelo podoben indijskemu lateritu, se pojavlja v izobilju po vsem svetu.
V zgodovini so laterit rezali v opekaste oblike in uporabljali pri gradnji spomenikov. Po letu 1000 n. št. se je gradnja v Angkor Vatu in drugih krajih jugovzhodne Azije spremenila v pravokotne tempeljske ograde iz laterita, opeke in kamna. Od sredine 1970-ih so nekateri poskusni odseki cest z nizkim prometom z bitumensko prevleko uporabljali laterit namesto kamna kot osnovno plast. Debele lateritne plasti so porozne in rahlo prepustne, zato lahko plasti delujejo kot vodonosniki na podeželju. Lokalno razpoložljivi lateriti so bili uporabljeni v kisli raztopini, čemur je sledila precipitacija za odstranitev fosforja in težkih kovin v napravah za čiščenje odplak.
Lateriti so vir aluminijeve rude; ruda obstaja večinoma v glinenih mineralih in hidroksidih, gibzitu, boemitu in diaspori, ki je po sestavi podoben boksitu. Na Severnem Irskem so nekoč predstavljali glavni vir železove in aluminijeve rude. Lateritne rude so bile tudi prvi glavni vir niklja.